# GPT-4.5
GPT-4.5(코드명 Orion)는 OpenAI의 GPT (언어 모델) 시리즈에 속하는 대형 언어 모델이다. 2025년 2월 27일에 출시되었다. Plus 및 Pro 사용자는 웹, 모바일, 데스크톱의 모델 선택기를 통해 GPT-4.5에 액세스할 수 있으며, 향후 다른 티어로 확장될 계획이다. OpenAI API 또는 OpenAI Developer Playground를 통해서도 액세스할 수 있다.

## 개요
GPT-4.5는 주로 비지도 학습을 사용하여 학습되었으며, 추론 없이 패턴을 인식하고, 연결을 도출하고, 창의적인 통찰력을 생성하는 능력을 향상시킨다. 이 방법은 지도 파인 튜닝 및 인간 피드백을 통한 강화 학습과 결합되었다. 마이크로소프트 애저를 사용하여 학습되었다.
샘 알트먼은 GPT-4.5를 "거대하고 값비싼 모델"이라고 묘사했다. 2025년 2월 기준, OpenAI API를 통해 입력 토큰 백만 개당 75달러, 출력 토큰 백만 개당 150달러의 비용이 발생하는 반면, GPT-4o는 입력 토큰 백만 개당 2.50달러, 출력 토큰 백만 개당 10달러의 비용이 발생한다.
이 모델은 아랍어, 벵골어, 중국어, 영어, 프랑스어, 독일어, 힌디어, 인도네시아어, 이탈리아어, 일본어, 한국어, 포르투갈어, 스페인어, 스와힐리어, 요루바어 등 15개 언어를 테스트한 MMLU 테스트 세트에서 테스트되었으며, 모든 언어에서 GPT-4o보다 우수한 성능을 보였다.
2025년 3월 사전 인쇄 연구에 따르면 GPT-4.5는 튜링 검사를 통과했다.

## 평가
뉴욕 타임스에 기고한 케이드 메츠는 이 모델이 "한 시대의 종말을 의미한다"며 "GPT-4만큼 큰 관심을 불러일으키지는 않을 것"이라고 평했다. 더 버지와 Axios를 비롯한 여러 매체에서도 이 모델의 출시를 다뤘다.